# Ausztroázsiai nyelvcsalád
Az ausztroázsiai nyelvcsalád a természetes nyelvek egyik nyelvcsaládja, amelyet Délkelet-Ázsiában 95 millióan beszélnek, így a 9–10. legnagyobb nyelvcsalád. Neve a ’dél’ (mint égtáj) és ’Ázsia’ latin megfelelőjéből származik, ezáltal Dél-Ázsiára utal.
Messze legnagyobb beszélőközösséggel rendelkező nyelve a vietnámi (kinh) (kb. 70 millió fő, a nyelvcsalád összes beszélőjének 3/4-e), ezt követi a szomszédos Kambodzsa hivatalos nyelve, a khmer (kb. 8 millió fő). További beszélői Laoszban, Thaiföldön, Dél-Kínában, Mianmarban, Bangladesben és Északkelet-Indiában, illetve az Indiához tartozó Nikobár-szigeteken élnek.
A nyelvcsalád két fő ága a mon-khmer nyelvek (ideértve az elszigetelt  nikobári ágat), amelyek besorolástól függően 132–147 nyelvből állnak kb. 85 millió beszélővel, valamint a munda nyelvek (23 nyelv kb. 10 millió beszélővel).

## Az ausztroázsiai nyelvcsaládhoz tartozó nyelvek

### Mon-khmer nyelvek
- Khászi ág
  - amvi (var)
  - khászi
  - ling-ngam
  - szinteng
- Palaungi ág
  - Palaung-riang csoport
    - da-ang
    - ka-ang
    - na-ang
    - ra-ang
    - riang
    - ta-ang

  - Angkui csoport
    - angku
    - hu
    - khabit
    - laoszi szamtao
    - mok
    - man-met
    - u

  - Wai csoport
    - alva
    - avüa
    - lawa
    - paraok
    - phalok
    - plang (mjanmari szamtao)
    - wa

  - kano (danau)
  - lamet
  - mang
- Khmui ág
  - iduh
  - kaniang
  - khang
  - khmu
  - khszing mul
  - mal
  - mlabri
  - phong
  - phong lan
  - piat
  - thai then
  - yuan
  - yumbri
- Pakani ág
  - pakan
  - palju
- Viet ág
  - Viet-muong csoport
    - muong
    - nguon
    - vietnámi (kinh)

  - aheu
  - ahlau
  - arem
  - cuoi
  - khong-kheng
  - maleng
  - malieng
  - may
  - pong
  - ruk
  - sach
  - thavung
  - tum
  - uj-lo
- Katui ág
  - Nyugat-Katui csoport
    - bru
    - jeu
    - kanaj
    - kuaj
    - makong
    - so
    - tri
    - truj

  - Kelet-Katui csoport
    - jir
    - katu
    - kantu
    - katang
    - ngkriang
    - ong
    - pakoh
    - phuong
    - ta-oih
- Bahnári ág
  - Nyugat-Bahnári csoport
    - brao
    - cseng
    - dzsru'
    - krung
    - kravet
    - njah heunj
    - oj
    - szapuan
    - szok
    - szou

  - Északnyugat-Bahnári csoport
    - alak
    - lavi
    - tarieng

  - Észak-Bahnári csoport
    - cua
    - didrah
    - duan
    - dzseh
    - halang
    - hre
    - kacso
    - kajong
    - rengao
    - szedang
    - tadrah
    - takua

  - Középső-Bahnári csoport
    - bahnár
    - tampuan

  - Déli-Bahnári csoport
    - biat
    - csrau
    - maa
    - mnong
    - phnong
    - szre
    - sztieng
- Peari ág
  - csong
  - csung
  - Kampong Spoe-i szong
  - Kampong Thum-i pear
  - szamrai (nyugati pear)
  - szamre (keleti pear)
  - trati szong
- Khmer ág
  - khmer
  - angkori (kihalt)
- Mong ág
  - mon
  - njah-kur
- Aszli ág
  - Északi-Aszli csoport
    - bateg
    - cse-vong
    - dzsahai
    - dzsedek
    - kensziv
    - kenta
    - menrik
    - ten-en

  - Szenói csoport
    - dzsah-hut
    - lanoh
    - szemai
    - szemnam
    - szabum
    - temiar

  - Déli-Aszli csoport
    - betisze
    - szemak beri
    - szemelai
- Nikobári ág
  - bompaka
  - csaura
  - kár
  - kisnikobári
  - nankauri (középnikobári)
  - parti nagynikobári
  - sompe
  - tereza

### Munda nyelvek
- Északi munda csoport
  - korku
  - Kheravári ág
    - bhumidzs
    - mundári
    - no
    - szantháli
- Déli munda csoport
  - Középső munda ág
    - dzsuáng
    - khariá

  - Koráput-munda ág
    - dzsuraj
    - gorum
    - gotub
    - remo
    - szora